# Martín Granero
Martín Rodrigo Granero (General Levalle, Provincia de Córdoba, 11 de marzo, de 1983) es un futbolista argentino, juega como volante central Club Atlético Estudiantes (General Levalle) de la Liga Regional de Laboulaye (Córdoba).
Marcó su primer y único gol como jugador en Estudiantes de General Levalle contra Villa Plomo por una fecha de la liga, el Club Atlético Estudiantes de General Levalle, disputa el torneo provincial de clubes de la provincia de Córdoba.

## Estadísticas
| Club                    | PJ  | Goles | Prom. |
| ----------------------- | --- | ----- | ----- |
| Talleres de Córdoba     | 3   | 0     | 0     |
| Rosario Puerto Belgrano | 26  | 0     | 0     |
| Sportivo Patria         | 30  | 0     | 0     |
| Atlético Tucumán        | 110 | 0     | 0     |
| Sportivo Desamparados   | 12  | 0     | 0     |
| Deportivo Morón         | 56  | 1     | 0     |
| Guillermo Brown         | 14  | 0     | 0     |
| Sportivo Patria         | 0   | 0     | 0     |
| TOTAL                   | 251 | 1     | 0     |

- Datos: Q5659677